# Christina Smith (Bobfahrerin)
Christina Nathalie Smith (* 25. Dezember 1968 in Montreal, Kanada) ist eine ehemalige kanadische Bobfahrerin, die an den Olympischen Winterspielen 2002 in Salt Lake City teilnahm.

## Karriere

### Olympische Winterspiele
Christina Smith gehörte im Jahr 2002 in Salt Lake City bei den Olympischen Winterspielen 2002 zum kanadischen Aufgebot im Zweierbob. Zusammen mit ihrer Mannschaftskameradin Paula McKenzie absolvierte sie den olympischen Wettkampf am 19. Februar 2002 im Utah Olympic Park Track und belegte im Bob Canada 1 den 9. Platz von fünfzehn teilnehmenden Zweierbobs mit einer Gesamtzeit von 1:39,35 min aus zwei Wertungsläufen.